# Найменш розвинені країни

Найменш розвинені країни (визначені ООН станом на 2020 рік)
Колишні НРК

Найме́нш розви́нуті країни (НРК) — офіційний термін, що вживається в рамках ООН. У цих державах дуже низький рівень життя, економіка дуже слабка, люди та ресурси піддаються впливу стихій.
Включення в групу НРК дає певні переваги — пільгові умови отримання фінансової допомоги на потреби розвитку, преференційний доступ на ринки, технічну допомогу за програмами ООН, а також ряд інших пільг. У рамках ЮНКТАД діє спеціальна програма для НРК і видається щорічна доповідь про економічне становище цієї групи держав. У СОТ найменш розвинені країни користуються низкою пільг і переваг, зокрема їм надані більш тривалі терміни реалізації окремих угод СОТ.
На 2011 р. в категорію НРК входили 48 держав. У 1971 році, коли цей термін почав застосовуватися, в цю групу входило 24 держави.
У ході огляду переліку найменш розвинених країн в 2003 році Економічна і соціальна рада ООН використовувала для визначення найменш розвинених країн наступні три критерії, запропоновані Комітетом з політики в галузі розвитку (КПР):
- критерій низького рівня доходу, що розраховується як приблизне середнє значення річного ВВП на душу населення за три роки (менше 750 доларів США для включення в перелік, понад 900 доларів США для виключення з переліку);
- критерій слабкості людських ресурсів, що розраховується з використанням складного розширеного індексу реальної якості життя (РІРЯЖ) на основі показників: а) харчування; b) здоров'я; c) освіти; та d) грамотності дорослого населення;
- критерій економічної вразливості, що розраховується з використанням складного індексу економічної вразливості (ІЕВ)

У 2002 році в НРК проживало 11 % населення світу. Середній ВВП на душу населення становив в цих країнах 438 доларів. Середня очікувана тривалість життя в них становила 50 років.
За 40 років усього 8 країн змогли вийти зі списку найменш розвинених країн і увійти до списку країн, що розвиваються (Екваторіальна Гвінея, Самоа, Бутан, Сан-Томе і Прінсеп, Мальдіви, Вануату, Ботсвана та Кабо-Верде).
Велика частина найменш розвинених країн розташована в Африці (32 країни), в Азії розташована друга за чисельністю група (8 країн), 3 країни розташовані в Океанії, а одна країна перебуває в Латинській Америці (Гаїті).
Конференція ООН з найменш розвинених країн проходила в травні 2011 р. в Стамбулі. На ній була прийнята програма розвитку, підтримки та контролю на найближчі 10 років («Стамбульська декларація»). Міністр закордонних справ Туреччини вніс пропозицію про зміну назви цієї групи країн. Він запропонував іменувати їх «Розвиненими країнами майбутнього» або ж «Потенційно країнами, що розвиваються». Ця пропозиція була прийнята до розгляду.